# Thaloe ennery
Thaloe ennery là một loài nhện trong họ Anyphaenidae.
Loài này thuộc chi Thaloe. Thaloe ennery được Antonio D. Brescovit miêu tả năm 1993.